# Sergueï Rozanov (botaniste)
Pour les articles homonymes, voir Rozanov.
Sergueï Matveïevitch Rozanov (en russe : Сергей Матвеевич Розанов), né le 20 janvier 1840 et mort le 21 novembre 1870, est un botaniste russe qui est à la fin des années 1860 botaniste-en-chef du jardin botanique impérial de Saint-Pétersbourg.

## Biographie
Rozanov fait ses études au lycée de Mittau, puis à l'université de Saint-Pétersbourg à la faculté de physique et mathématiques dont il sort diplômé de sciences naturelles en 1863, avec le statut de candidat ès sciences. Il reçoit une bourse du ministère des propriétés d'État pour étudier pendant trois ans dans différents jardins botaniques d'Allemagne et de France. Il y publie ses premiers travaux, comme Étude du pigment et d'échange de gaz des plantes marines, publié par l'académie des sciences de Paris en 1866.
À son retour dans la capitale impériale en 1866, Rozanov est nommé bibliothécaire à la bibliothèque botanique, puis botaniste principal du jardin botanique impérial, en 1868. Il y fonde un laboratoire physiologique auquel il se consacre sa vie durant.
Rozanov est également collaborateur de la revue Le Naturaliste (Натуралист) où il fait paraître nombre de ses articles. C'est dans cette revue qu'il fait paraître en russe sa thèse sur la flore marine qu'il a pu étudier dans les environs de Cherbourg. Il donne des cours à l'institut technologique de Saint-Pétersbourg et à l'institut des mines de Saint-Pétersbourg. Il traduit les ouvrages de Julius Sachs de l'allemand, notamment son manuel. C'est un manuel fondamental de l'époque. Il est aussi membre-fondateur de la Société des naturalistes de Saint-Pétersbourg.
Rozanov souffre d'une santé fragile étant malade des poumons et du cœur. Il part se reposer à Palerme en octobre 1870, mais il meurt en chemin, le 21 novembre, après Naples, à l'âge de trente ans.

## Quelques publications
- (de) Розанов С. М. О кристаллах в сердцевине Kerria japonica // Botanische Zeitung. — 1865.
- (de) Розанов С. М. О развитии плодотворной пыли у Mimoseae // Pringsheim’s Jahrbücher. — 1865.
- (de) Розанов С. М. Морфологические разыскания по эмбриологии // Pringsheim’s Jahrbücher. — 1866.
- (ru) Розанов С. М. Об отложениях кремнезёма в некоторых растениях // Le Naturaliste Натуралист : Журнал. — 1864. — p. 108.
- (ru) Розанов С. М. О кристаллических друзах внутри растительных клеток // Le Naturaliste Натуралист : Журнал. — 1866. — № 22, 23 et 24.
- (ru) Розанов С. М. Описание столика, служащего для микроскопических наблюдений при различной температуре // Le Naturaliste Натуралист : Журнал. — 1867. — № 1, 2 et 3.

## Source
- (ru) Cet article est partiellement ou en totalité issu de l’article de Wikipédia en russe intitulé « Розанов, Сергей Матвеевич » (voir la liste des auteurs).